# Оттер (корабль, 1795)
Оттер (англ. Otter) — американское торговое судно. Наиболее известно спасением Томаса Мюра (англ. Thomas Muir), знаменитого шотландского политического ссыльного.

## История
Между 1795 и 1798 годами «Оттер» находился в Тихом океане. В 1798 году судно было захвачено французами и потеряно в море.

## Характеристики
По некоторым источникам это был 168-тонный корабль. Наиболее вероятно, что порт, к которому он был приписан, был Бостон.
Испанские источники утверждают, что судно было оснащено шестью пушками и экипажем из двадцати шести человек.

## Список литературы
1. ↑  George Pratt Insh. The Voyage of the Otter, 1795-1797 (неопр.). — Volume 67, Issue 1. — Scottish Geographical Journal, 1951. — С. 10—19. — doi:10.1080/00369225108735469.
2. ↑  Dorr, Ebenezer. A Journal of a Voyage from Boston round the World (англ.). — John Carter Brown Library, (Providence, RI). — (Burton Historical Collection (Detroit Library)).
3. ↑  Malloy, Mary. "Boston Men on the Northwest Coast: The American Maritime Fur Trade 1788-1844 (англ.). — Известняк Press, 1998. — ISBN 978-1-895901-18-4.
4. ↑  Greg H. Williams. The French assault on American shipping, 1793-1813 (англ.). — McFarland & Company Inc., 2009. — P. 271. — ISBN 9780786454075.
5. ↑  George H. Tinkham. Spain Colonizes California. California Men and Events 1769 - 1890. Panama-Pacific Exposition (1915). Дата обращения: 31 июля 2010. Архивировано 5 октября 2012 года.